# Pedro Henrique Pereira da Silva
Pedro Henrique Pereira da Silva (Goiânia, 18 de dezembro de 1992), conhecido por Pedro Henrique, é um futebolista brasileiro que joga como zagueiro. Atualmente joga pelo Atlético Goianiense.

## Carreira
Criado nas categorias de base do Goiás, Pedrão, como é chamado pelos companheiros de clube, subiu para o profissional em 2010. Estreou profissionalmente na derrota por 3 a 1 para o Atlético Mineiro no Campeonato Brasileiro. Foi emprestado para o Trindade em 2011. Na temporada 2012, foi emprestado para a Aparecidense. Voltou ao Goiás em 2013. No meio de 2013, foi novamente emprestado para a Aparecidense. Voltou novamente para o Goiás, ainda em 2013. Em 2014, com as saídas de Ernando para o Internacional e Rodrigo para o Vasco da Gama, Pedro Henrique virou titular absoluto do treinador Claudinei Oliveira, ao lado de Valmir Lucas. Em 2015, após negociar a sua renovação de contrato com o clube que o revelou, Pedro henrique foi vendido para o Cianorte.

## Títulos
Goiás
- Campeonato Goiano: 2013

Lion City Sailors
- Singapore Community Shield: 2022[3]

Atlético Goianiense
- Campeonato Goiano: 2024